# Приключения пчёлки Майи
Приключе́ния пчёлки Ма́йи (нем. Die Biene Maja und ihre Abenteuer) — детская книга немецкого писателя Вальдемара Бонзельса, опубликованная в 1912 году, экранизированная в 1975 году в виде анимационного сериала японской компанией Nippon Animation  (яп. みつばちマーヤの冒険 Мицубати Ма:я но Бо:кэн). В 1982 году вышла вторая часть сериала — «Новые приключения пчёлки Майи». В 2012 году вышел 3D-мультсериал с аналогичным названием. 4 сентября 2014 состоялась мировая премьера полнометражного 3D-мультфильма (производство Германия, Австрия) в Южной Корее. 1 сентября 2017 года состоялась премьера второго сезона 3D-мультсериала «Новые приключения пчёлки Майи». 1 февраля 2018 года состоялась мировая премьера второго полнометражного 3D-мультфильма — «Пчёлка Майя и Кубок мёда». В 2021 году состоялась премьера мультфильма – «Пчелка Майя: Медовый движ».

## Сюжет
Изначальная книга Бонзельса была довольно короткой и содержала менее 200 страниц. В центре сюжета — отношения Майи и её общества, в то время как приключения играют второстепенную роль приобретения молодой Майей жизненного опыта. В телесериале относительная роль приключений была увеличена.
Молодая медоносная пчёлка по имени Майя родилась во времена внутренних напряжённостей — улей разделяется на две новые колонии. Майю воспитывает её учительница, мисс Кассандра. Несмотря на её предупреждения, Майя наполнена желанием исследовать огромный мир за пределами улья, полный волшебства, веселья и чудес, и ради этого совершает самое непростительное для пчёл преступление — побег. Во время своих приключений Майя, теперь вынужденная скрываться, заводит дружбу с другими насекомыми и вместе с ними переживает различные опасности. В кульминационном моменте истории, Майя попадает в плен к шершням, главным врагам пчёл.
Находясь в плену, Майя выбирается из тюрьмы и узнаёт, что шершни планируют крупномасштабную военную операцию — вооружённое нападение на её родной улей. Перед ней стоит непростой выбор из двух вариантов — вернуться в улей и сообщить о готовящейся операции, но в конечном итоге понести наказание за побег, или же спастись самой, не возвращаясь в улей, которому в этом случае грозит неминуемое уничтожение. После тяжёлых раздумий Майя, как и следует ожидать, принимает решение вернуться домой, чтобы спасти свой народ от гибели. Вернувшись в улей, Майя сообщает своим товарищам и своей королеве о предстоящей атаке, и к её собственной неожиданности, Майе прощают её неповиновение. Предупреждённые пчёлы встают на защиту родного улья и дают отпор ненавистному врагу. Шершни, осознав, что их план потерпел крах, с позором отступают. Королева благодарит Майю за верность народу и проявленную на чужбине доблесть. Майя объявляется легендарной героиней улья и занимает место мисс Кассандры в должности учительницы, чтобы передать свой жизненный опыт и мудрость грядущим поколениям пчёл.

### Герои книги
- Майя (нем. Maja), (англ. Maya), (яп. マーヤ Māya) — главная протагонистка книги, ряда мультсериалов, полнометражного мультфильма и других спин-оффов. Молодая медоносная пчёлка, которая жаждет знаний об окружающем мире и никого не может оставить в беде. Она добрая, веселая, отзывчивая, благородная, умная, отважная, справедливая, честная, полна энтузиазма, любит свободу и приключения, что делает её непохожей на других пчёл. Имеет широкий набор разных навыков и сильна во многих аспектах, в чём превосходит своих ровесников из улья. В книге раскрыла план масштабной наступательной операции шершней и предупредила об этом улей, за что её объявили легендарной героиней улья. Майя — первая пчела, поселившаяся на лугу (сперва совершила побег, но после искупления получила разрешение от королевы). Является самым известным и влиятельным персонажем луга, имеет хорошие отношения с большинством его обитателей. У Майи много друзей и союзников, но самые лучшие из них — это Вилли и Флип. Назначена послом Королевского Улья.
- Вилли — добродушный и ленивый трутень, лучший друг Майи, вместе с ней убежавший из улья.
- Флип (нем. Flip), (яп. フィリップ Firippu) (в книге его имя не указывалось, в полнометражном мультфильме его имя перевели как Прыг) — неотразимый и весёлый кузнечик, мудрый друг и наставник Майи. Присматривает за ней с самого её рождения и учит её жизни на лугу. У него много кузенов, а также родных братьев и сестёр. Один из главных героев во всех спин-оффах.
- Мисс Кассандра (нем. Fräulein Kassandra), (англ. Miss Cassandra), (яп. カッサンドラ先生 Kassandora-sensei) — медоносная пчела, учительница в пчелиной школе. Воспитывает Майю с самого рождения и поддерживает её идеи, направленные во благо улью. В одной из серий «Новых приключений» какое-то время встречалась со Стингером, предводителем группировки ос-наёмников.
- Королева Кристина (англ. Queen Christine) (в мультсериале «Новые приключения пчёлки Майи») или Елена VIII (нем. Helene VIII) (имя по книге), (яп. 女王) — королева улья «Тысяча цветов», является матерью всех пчёл в улье (подтверждение в мультсериале «Новые приключения пчёлки Майи» в эпизоде «Рождение Майи»). Имеет сильный волевой характер, но при этом она справедлива и очень добра.
- Пук (Пак) (нем. Puck) — комнатная муха. Первый, кто показал Майе человека, но не с лучшей стороны.
- Цветочный эльф (нем. Blumenelf) — исполнил заветное желание Майи, так как она первое существо, которое он встретил.
- Пауль (Пол) (нем. Paul) — муравей. Командующий армией муравьёв в звании полковника, ответственный за безопасность луга и его обитателей. Один из наставников Майи.
- Ганс Кристоф (нем. Hans Christoph), (яп. クリストフ) — мясная муха. Стал жертвой стрекозы Шнюк.
- Шнюк (нем. Schnück), (яп. シュヌックShunukku) — стрекоза. Возлюбленная одного из шершней. В мультсериале однажды спасла Майе жизнь.
- Пеппи (нем. Peppi), (яп. ペピPepi) — розовый жук. Первое насекомое, которое встретила Майя, помимо пчёл.
- Курт (нем. Kurt), (яп. クルトKuruto) — навозный жук. Следит за лугом. Дядя Бена. В одной из серий из-за несчастного случая, связанного с попаданием под молнию, влюбляется в королеву.
- Иффи (Айффи) (нем. Iffi) — сверчок, возлюбленная Курта.
- Пчела-помощница (нем. Turka) — старшая подруга молодых пчел. Помогает осваиваться им во время первого полета.
- Фридолин (нем. Fridolin) — термит-короед. Отец пятидесяти талантливых сыновей-термитов.
- Фриц (нем. Fritz) — молодой мотылёк.
- Ганнибал (нем. Hannibal) — паук. Потерял одну ногу при встрече с человеком.
- Алоиз (Алоизий) Семиточечный (нем. Alois Siebenpunkt) — божья коровка. Любит писать стихи.
- Иероним (нем. Hieronymus) — многоножка. Имеет привычку постоянно во всем сомневаться.

## Анализ книги
Написанная в 1912 году книга была своеобразной басней с политическим подтекстом, подобной работам И. А. Крылова или Жана Лафонтена, и превозносила немецкий национализм. Майя символизирует идеального гражданина, а улей — хорошо организованное милитаристское общество. Присутствуют также элементы национализма, милитаризма и расизма. Майя дважды приходит в ярость. Первый раз это происходит, когда кузнечик Флип не видит разницы между пчёлами и осами. В своей злой вербальной атаке, Майя называет ос «бесполезной шайкой бандитов» (Räubergeschlecht), у которых нет «ни Родины, ни веры» (Heimat und Glauben). Во втором случае, муха называет Майю глупой, на что та в ярости выкрикивает, что научит её «уважать пчёл», и угрожает мухе своим ядовитым жалом. Подразумевается, что уважение основывается в первую очередь на страхе перед силой и применением насилия. Другой темой является коллективизм. Независимые взгляды главной героини и её побег из улья рассматриваются с осуждением, но её вина искупается предупреждением об атаке шершней. Такая демонстрация лояльности восстанавливает её место в обществе. В той части книги, которая описывает нападение шершней, в откровенно милитаристских тонах восхваляется воля пчёл к обороне и героические смерти пчёл-солдат.

## Адаптации книги

### Экранизации
В 1924 году немецкий фотограф Вольфрам Юнгханс создал полнометражную киноверсию истории. Считается, что это был первый в мире полнометражной фильм, где были сняты живые насекомые. В 2005 году лента была восстановлена в Финском Киноархиве при участии Бундесархива-Фильмархива. Показ состоялся в Хельсинки и Гамбурге.
Наиболее известной и популярной адаптацией является аниме-сериал совместного производства Япония-Германия-Австрия «Пчела Майя» (яп. みつばちマーヤの冒険 Мицубати Ма:я но Бо:кэн, Die Biene Maja). Первый показ состоялся на японском телевидении в 1975 году. Аниме было переведено на большое количество других языков и показано в различных странах, в том числе в Нидерландах, Австралии, Германии, СССР, США, ЮАР, Португалии, Канаде, Бельгии, Франции, странах Латинской Америки, Израиле, Иране, Италии, Греции, Чехии, Болгарии, Словении, Боснии и Герцеговине, Словакии, Испании, Сербии, Финляндии, Польше, Хорватии, Венгрии, Турции и Ливане. До выхода сериала история увидела свет в виде музыкальной аудиосказки под названием Мицубати Маая («Пчела Майя»), изданной Tokyo Kodomo Club.
Всего было снято два сезона по 52 серии в каждом. Для немецкой версии сериала заглавную песню написал Карел Свобода, а исполнил её известный чешский певец Карел Готт.

### Игры
По мотивам мультсериала вышли компьютерные игры в жанре квест, аркады и обучающие:
- «Пчела Майя: Сюрприз ко дню рождения»
- «Пчела Майя: Прогулка под дождём»
- «Пчела Майя: Кто Поможет Вилли»
- «Пчела Майя: Термитник в опасности»

На приставке Game Boy Color (GBC) вышли такие игры, как:
- Maya the Bee and her friends (1999)
- Maya the Bee: Garden adventures (2000)

На приставке Game Boy Advance (GBA):
- Maya the Bee: The great adventure (2002)
- Maya the Bee: Sweet gold (2005)
- The Bee Game (2007) (а также на Nintendo DS)

На мобильном телефоне:
- Die biene Maja: Honey race (2003)
- Maya the Bee and friends (2006)

На устройствах под управлением ОС Android и iOS:
- Пчёлка Майя: Цветочная вечеринка (2013)
- Maya the Bee: Draw by numbers (На iOS) (2013)
- Maya the Bee: The Ant’s Quest (2014)

На приставке Nintendo DS:
- Maja (2013)